# 朱聪浕
昌化端襄王朱聪浕（1472年—1541年），明朝昌化荣僖王朱成鍰嫡长子。

## 生平
成化十六年（1480年）四月，作为昌化温宪王朱仕的嫡长孙获赐名。
正德八年（1513年）正月，朱成鍰去世。十三年（1518年）六月，遣清平伯吳傑、禮部左侍郎王瓚、武安侯鄭綱、吏部左侍郎王鴻儒、長寧伯周塘、寧陽侯陳繼祖、隆平伯張瑋、宣城伯衛錞、武平伯陳熹、懷寧侯孫瑛、泰寧侯陳儒、建平伯高霳、東寧伯焦洵、大理寺左寺丞李鐸為正使，鴻臚寺左寺丞張文澍、盧永春、翰林院編修嚴嵩、檢討吳惠、兵部郎中陳簧、員外郎東魯、吏科給事中劉濟、禮科都給事中朱鳴陽、尚寶司丞劉鈗、中書舍人李兆延、吳瑤、行人司行人余廷瓚、詹軾為副使，封朱聰濜為昌化王，夫人古氏為昌化王妃。
嘉靖元年（1522年）六月，代王朱俊杖奏昌化王等府宗室因缺乏祿糧聚在一起圖謀赴京請求。戶部覆議得旨，命山西布政司以庫銀借支補給，仍告誡諸宗室務必恪遵祖訓，不要擅出赴京自取罪責，所司也應該以禮曉諭、嚴加防禁。
嘉靖二十年（1541年）薨。无子，国除。昌化王府仍有宗室，朱聪浕死后由何人管王府事，待考。

## 评价
- 《弇山堂别集》卷075：守禮執義，因事有功。